# Надзвичайні і Повноважні Посли України в країнах Південної Америки

Надзвичайні і Повноважні Посли України в країнах Південної Америки

## Аргентина
1. Шумицький Микола (1919, не обійняв посади)
2. Никоненко Олександр Миколайович (1993—1994)
3. Пащук Віктор Вікторович (1994—2001)
4. Майданник Олександр Іванович (2001—2004)
5. Никоненко Олександр Миколайович (2004—2008)
6. Тараненко Олександр Сергійович (2008—2013)
7. Боєцький Тарас Федорович (2013)[1] т.п.
8. Дюдін Юрій Олексійович (2013—2019)[2]
9. Клименко Юрій Аркадійович (2022-)

## Болівія
1. Никоненко Олександр Миколайович (1997—2000)
2. Богаєвський Юрій Вадимович (2002—2006)
3. Лакомов Володимир Іванович (2009—2010)

## Бразилія
1. Никоненко Олександр Миколайович (1996—2000)
2. Богаєвський Юрій Вадимович (2000—2006)
3. Лакомов Володимир Іванович (2007—2010)
4. Грушко Ігор Олегович (2010—2012)
5. Троненко Ростислав Володимирович (2012—2021)
6. Анатолій Ткач (2021—2023), т.п.
7. Мельник Андрій Ярославович (2023-2025)

## Венесуела
1. Никоненко Олександр Миколайович
2. Богаєвський Юрій Вадимович
3. Саєнко Тетяна Григорівна

## Гаяна
1. Богаєвський Юрій Вадимович
2. Лакомов Володимир Іванович

## Еквадор
1. Никоненко Олександр Миколайович
2. Богаєвський Юрій Вадимович
3. Грушко Ігор Олегович
4. Полюхович Юрій Юрійович (2023-)

## Колумбія
1. Грушко Ігор Олегович
2. Полюхович Юрій Юрійович (2023-)

## Парагвай
1. Пащук Віктор Вікторович
2. Майданник Олександр Іванович
3. Никоненко Олександр Миколайович
4. Тараненко Олександр Сергійович
5. Дюдін Юрій Олексійович (2015—2019)
6. Клименко Юрій Аркадійович з 2025—

## Перу
1. Грушко Ігор Олегович (2003[3]—2006[4])
2. Харамінський Віктор Володимирович (2009—2013), т.п.
3. Михальчук Олександр Миколайович (2013[5]—2017[6])
4. Богорад Владислав Олександрович (2017—2018), т.п.
5. Тумасов Ігор Юрійович (2018[7]—2020[8])
6. Яворівський Ростислав Володимирович (2020—2022), т.п.
7. Полюхович Юрій Юрійович (2022-)

## Уругвай
1. Пащук Віктор Вікторович (1997—2000)
2. Майданник Олександр Іванович (2001—2003)
3. Никоненко Олександр Миколайович (2004—2008)
4. Тараненко Олександр Сергійович (2008—2013)
5. Дюдін Юрій Олексійович (2015—2019)
6. Клименко Юрій Аркадійович з 2025—

## Чилі
1. Пащук Віктор Вікторович
2. Майданник Олександр Іванович
3. Никоненко Олександр Миколайович
4. Тараненко Олександр Сергійович
5. Дюдін Юрій Олексійович (2015—2019; 2023-)